# Jorge Burruchaga
Jorge Luis Burruchaga (Gualeguay, Entre Rios, 9 oktober 1962) is een Argentijns voormalig voetballer en huidig voetbaltrainer. Tijdens zijn carrière als voetballer speelde hij zowel op het middenveld als in de spits.

## Voetballer
El Burru was deel van het team dat het WK van 1986 won. Hij scoorde de 3-2, die ervoor zorgde dat Argentinië er met de beker vandoor ging, West-Duitsland met lege handen achterlatend. Ook speelde hij alle wedstrijden met Argentinië op het WK van 1990. Met Independiente won hij de Primera División Metropolitano (1983), de CONMEBOL Libertadores (1984, hij was topscorer met zes doelpunten), de wereldbeker voor clubteams (1984), de CONMEBOL Sudamericana (1995) en de Supercopa Sudamericana (1995).
In 1994 werd hij voor twee jaar verbannen van het Franse voetbal. Hij werd beschuldigd van passieve corruptie in een zaak waarbij zijn club Valenciennes en de topclub Olympique de Marseille bij betrokken waren.

## Trainer
Na zijn carrière als voetballer werd Burruchaga in 2002 hoofdtrainer van de Argentijnse promovendus Arsenal de Sarandí, waarmee hij gematigde successen behaalde. Aan het begin van het seizoen 2005/06 tekende hij bij Estudiantes, om in mei 2006 alweer over te stappen naar het grotere Independiente. Daarna trainde hij Banfield, Arsenal de Sarandí, Club Libertad, Atlético de Rafaela, opnieuw Atlético de Rafaela en Sarmiento de Junín.

## Erelijst
Independiente
- Primera División: Metropolitano 1983
- CONMEBOL Libertadores: 1984
- Wereldbeker voor clubteams: 1984
- Supercopa Sudamericana: 1995
- CONMEBOL Recopa: 1995

 Argentinië
- FIFA WK: 1986

Individueel
- Topscorer CONMEBOL Copa América: 1983 (drie doelpunten)
- Division 1 - Buitenlands Speler van het Jaar: 1985/86

## Trivia
- Eerste wedstrijd: 12 februari 1982 (Independiente 4-1 Estudiantes)
- Eerste doelpunt: 27 februari 1982 (Unión San Vicente 2-3 Independiente: 40')
- Laatste wedstrijd: 10 april 1998 (Vélez Sársfield 3-0 Independiente)